# Rock Goddess
Rock Goddess es una banda de heavy metal surgida en la década de los 80, en el contexto de la New Wave of British Heavy Metal. La formación era íntegramente formada por mujeres.
Las hermanas Jody Turner (guitarra) y Julie Turner (batería) formaron la banda en Wandsworth (South London), a la edad de 11 y 9 años, con una amiga del colegio, Tracey Lamb (bajo). Después de muchos progresos colocaron una canción suya en un álbum de muestra, y John Turner, su padre, les consiguió un contrato discográfico con A&M en 1982, debutando como trio en 1983.
Después de algunos problemas legales debido a la juventud de Julie, y roces personales con las hermanas Turner, Lamb abandona el grupo para unirse a SHE, y más tarde (1987) a Girlschool. És reemplazada por Dee O’Malley con la que editan el álbum Hell Hath No Fury (1984). La banda comparte cartel con Y&T y Iron Maiden en UK, y Saxon en Francia. O’Malley queda embarazada y deja el grupo en 1986 y és sustituida por Julia Longman (bajo) y una cuarta componente se une al grupo: Becky Axten (teclista).
Después de su tercer álbum «Young And Free» (1987) editado solamente en Francia, la banda rompe por problemas económicos. En 1988, las hermanas Turner reaparecen como The Jody Turner Band, y en 1994, Jody volverá a crear una nueva formación con el nombre Rock Goddess para promover la reedición de su tercer álbum en el sello Thunderbolt. El grupo desaparece en 1995.
En marzo de 2013, las hermanas Turner y Lamb reformaron Rock Goddess y estuvieron a punto de grabar un nuevo álbum que desgraciadamente no llegó a aparecer. En cambio, habían pasado cuatro años y lanzaron un EP titulado «It's More Than Rock and Roll». Se estrenó en mayo del 2017.
Los compañeros de banda de Tracey Lamb anunciaron su salida de Rock Goddess el 10 de julio de 2018. Contrataron Jenny Lane como sucesora tres meses después. El año siguiente, Lamb contactó sus compañeras de Girlschool para sustituir Enid Williams en la guitarra baja. Mientras tanto, la nueva formación de Rock Goddess lanzó su cuarto álbum después de un retraso inesperado y su primero en tener nuevo material después de más de 30 años, titulado «This Time» el 22 de marzo de 2019.
Discografía: 
- Rock Goddess (1983)
- Hell Hath No Fury (1984)
- Young And Free (1987)
- This Time (2019)

Algunos hits: 
- I didn’t know I loved you till I saw you Rock ‘n’ Roll
- My angel
- Satisfied then crucified

- Datos: Q3135066
- Multimedia: Rock Goddess / Q3135066